# Ruslan Korjan
Ruslan Gračevič Korjan (in russo Руслан Грачевич Корян?, in armeno Ռուսլան Կորյան?, Ṙowslan Koryan; Soči, 15 giugno 1988) è un ex calciatore russo naturalizzato armeno, di ruolo attaccante.